# Jean Prasteau
 (juillet 2018).
Si vous disposez d'ouvrages ou d'articles de référence ou si vous connaissez des sites web de qualité traitant du thème abordé ici, merci de compléter l'article en donnant les références utiles à sa vérifiabilité et en les liant à la section « Notes et références ».
Jean Prasteau, né le 12 mai 1921 à Paris où il est mort le 9 août 1997, est un écrivain, journaliste, et historien français.

## Publications
- Les Îles d'Ouest, Paris : Arthaud, 1954,
- Îles de Paris, Paris : Arthaud , 1957
- Fenêtres sur Seine, Paris : le Livre contemporain, 1960,
- C'était la Dame aux camélias, Paris : Perrin, 1963,
- Les Automates, Paris, Gründ, 1968,
- Les Heures enchantées du Marais, Paris : Perrin, 1974,
- La Merveilleuse Aventure du Casino de Paris, Paris : Denoël , 1975,
- Il était une fois des enfants dans l’histoire, Paris : Perrin, 1981,

- Prix M. et Mme Louis-Marin de l'Académie française
- La Gare de Lyon et ses grandes heures, [Paris] : S.N.C.F. , [circa 1982],
- Voyage insolite dans la banlieue de Paris, Paris : Perrin, 1985,
- Charentes et Merveilles, Paris : Éd. France-Empire , 1989 & 1977,
- Il était une fois Versailles, Paris : Pygmalion, 1989,
- L'Orgue du diable, [Paris] : Presses de la Cité , 1991,
- Les Grandes Heures du faubourg Saint-Germain, Paris : Perrin, 1992,
- L'Affaire Sylvie Paul, [Paris] : Fleuve noir , 1992
- Le Boucher de la Chapelle, [Paris] : Fleuve noir , 1993,
- Il était une fois le Louvre, Paris : Pygmalion , 1993.